# Alexander Wassiljewitsch Feklistow

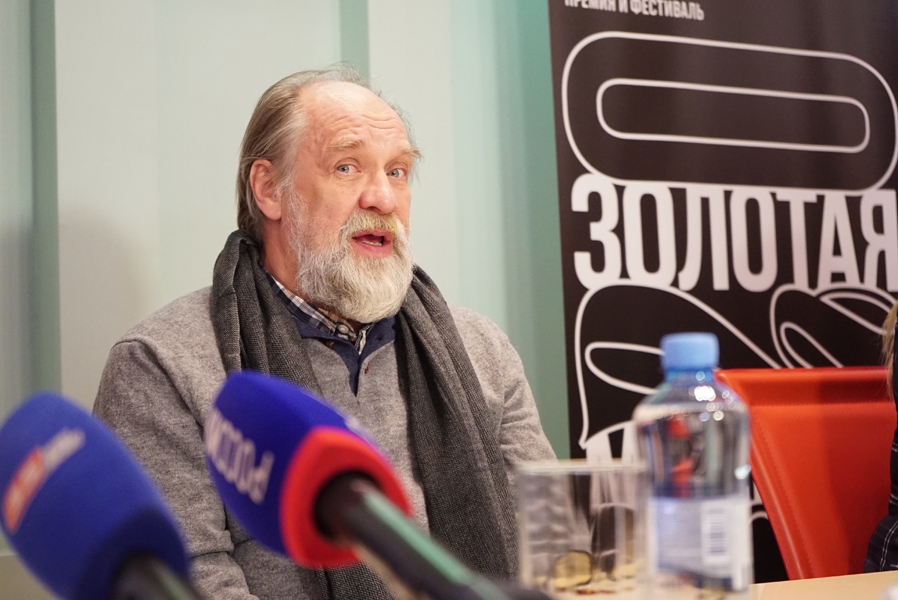
Alexander Wassiljewitsch Feklistow, 2020

Alexander Wassiljewitsch Feklistow (russisch Александр Васильевич Феклистов; * 7. Dezember 1955 in Leningrad, Sowjetunion) ist ein russischer Schauspieler.

## Leben
Alexander Wassiljewitsch Feklistow schloss 1982 sein Schauspielstudium am Tschechow-Kunsttheater Moskau ab. Er konnte sich relativ schnell als Theater- und Filmschauspieler etablieren, wobei er in nationalen Produktionen wie Bataillone bitten um Feuer und Plumbum oder gefährliches Spiel und internationalen Filmproduktionen wie Der innere Kreis und Stalin mitspielte.

## Filmografie (Auswahl)
- 1984: Die Abteilung (Отряд)
- 1985: Bataillone bitten um Feuer (Батальоны просят огня)
- 1987: Der seltsame Fall des Dr. Jekyll und Mr. Hyde (Странная история доктора Джекила и мистера Хайда)
- 1987: Plumbum oder gefährliches Spiel (Плюмбум, или Опасная игра)
- 1988: Diese drei richtigen Karten (Эти... три верные карты...)
- 1989: Städtische Einzelheiten (Любовь с привилегиями)
- 1991: Anna Karamazoff
- 1991: Der innere Kreis (The Inner Circle)
- 1992: Luna Park (Луна-парк)
- 1992: Stalin
- 1994: Das Jahr des Hundes (Год собаки)
- 1994: Das Leben ist (k)ein Roman (Katya Ismailova)
- 2008: Dark Planet Part: 1 (Обитаемый остров)
- 2009: Dark Planet Part: 2 (Обитаемый остров)